# Rudi Vata
Rudi Vata (ur. 13 lutego 1969 w Szkodrze) – były albański piłkarz, obrónca, reprezentant tego kraju.
Piłkarz ten reprezentował barwy między innymi klubów takich jak : Vllaznia Szkodra, Dinamo Tirana, Le Mans UC 72, Tours FC, Celtic Glasgow, Apollon Limassol, Energie Cottbus, LR Ahlen, Partizani Tirana, Yokohama FC, St. Johnstone F.C.
W reprezentacji swojego kraju wystąpił 59 razy i strzelił 5 goli.

## Sukcesy
- Puchar Szkocji (1995)